# Jozef Karolík
Jozef Karolík (25. září 1930 Kečkovce – 11. listopadu 1952 Praha) byl příslušníkem Sboru národní bezpečnosti, který byl zařazen do služby jako dozorce v komunistických pracovních táborech na Jáchymovsku (známé také jako Jáchymovské doly) a popraven za vyzvědačství a velezradu.

## Život
Jozef Karolík se narodil v Kečkovcích, okres Svidník. Měl tři sourozence. Otec Jozefa Karolíka byl dělník. V roce 1929 odešel za prací do Francie, kam za ním manželka i s malým dvouletým Jozefem přišla v roce 1932. V Paříži J. Karolík navštěvoval pět let obecnou školu. V roce 1942 se odstěhovali zpět na Slovensko do Vyšného Orlíku, kde chodil dva roky do slovenské školy a další dva do ruské měšťanské školy. Z tohoto střídání různých škol se u něj vyvinulo i nadání na jazyky. Pravděpodobně v rámci osidlování pohraničí se v roce 1946 přestěhovali do Malé Sitboře u Mariánských Lázní, kde navštěvoval jednoletý kurz při měšťanské škole. Do základní školy SNB v Jeseníku na Moravě nastoupil jako devatenáctiletý 1. října 1949 a od 1. dubna 1950 byl přidělen k útvaru Jeřáb v Jáchymově. Karolík byl sice jazykově nadaný a chtěl udělat kariéru jako překladatel ve státní službě, ale nakonec skončil jako dozorce v jednom z nejtěžších nápravných zařízení pro politické vězně.

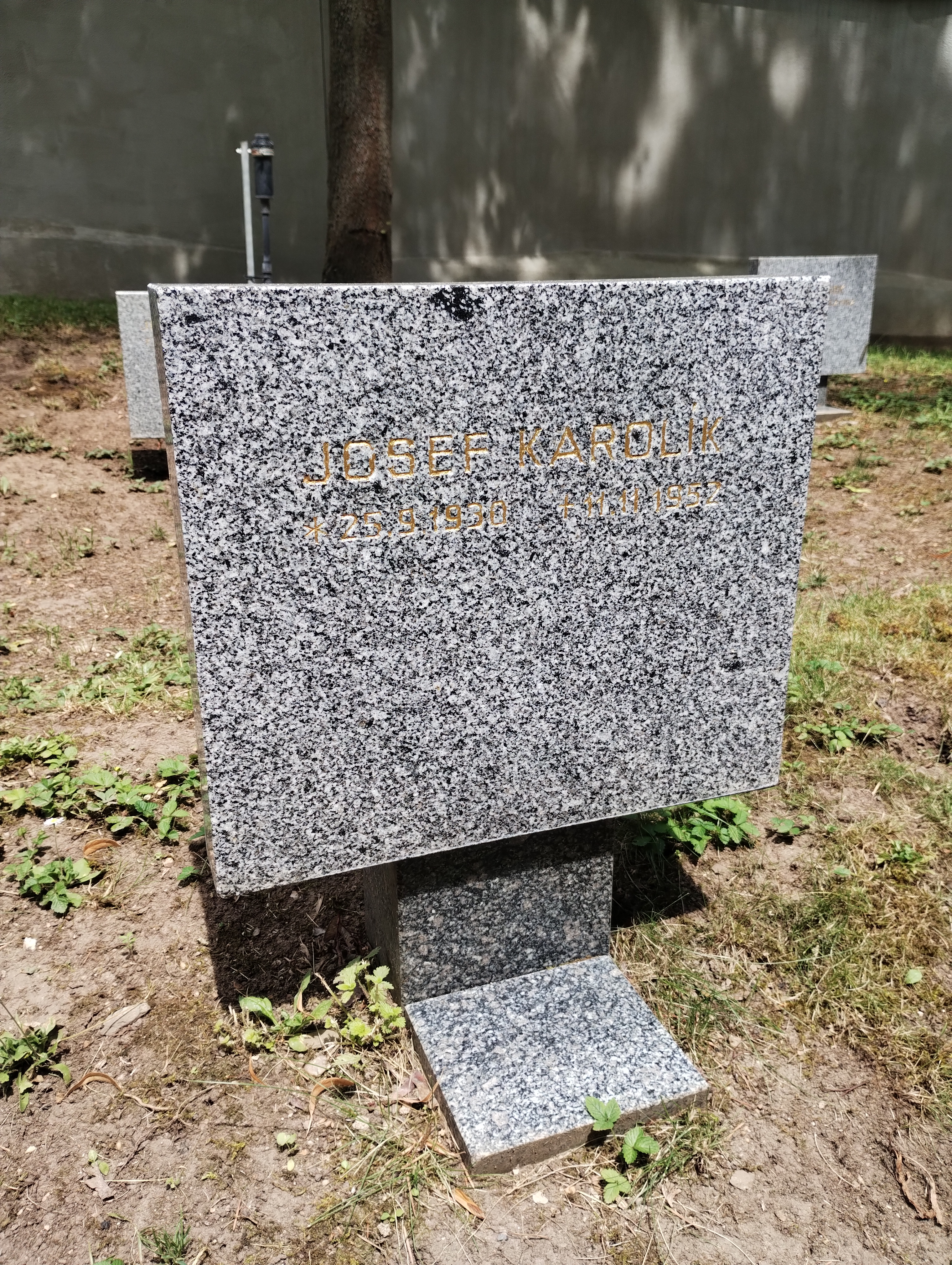
Symbolický náhrobek J. Karolíka na Čestném pohřebišti v Ďáblicích

Protože měl záporný vztah k nastolenému komunistickému režimu, ve vězení pomohl politickým vězňům k útěku. Jeden z nich po zatčení vypověděl, že s útěkem jim pomáhal strážmistr Karolík. Dne 19. září 1951 byl zatčen. Senát Státního soudu v Praze odsoudil Jozefa Karolíka 21. března 1952 k trestu smrti za vyzvědačství a velezradu.
Poprava Jozefa Karolíka byla provedena v Praze ve věznici na Pankráci dne 11. listopadu 1952.

### Zatykač
Dne 19. září 1951 podal strážmistr Miroslav Mlejnek z velitelství Státní bezpečnosti Jáchymov z útvaru „JIZERA“ návrh na zatčení mladšího strážmistra SNB Jozefa Karolíka. Odůvodnil to následujícími zjištěními: dozorce Jozef Karolík se při výkonu služby seznámil s civilním zaměstnancům Jáchymovských dolů Aloisem Řečínským, který ho přesvědčil, aby mu dodával informace důvěrného charakteru o jejich pracovišti, které měl Řečínský následovně převést přes hranice pro potřeby cizí zahraniční služby. Kromě toho měl Jozef Karolík komunikovat s trestanci a umožňovat jim písemný styk s jejich rodinami. Také pomohl k útěku pěti trestancům ze šachty č. 14 v Horním Slavkově dne 25. srpna 1951. Několik dní po útěku trestanců ze šachty č. 14 byl v Praze zadržen první z pětice uprchlíků Oldřich Lauřím. Ve vězeňské nemocnici později vypověděl, že jim při útěku pomáhal strážmistr Jozef Karolík. Svému kolegovi, který měl službu na strážní věži, měl údajně znefunkčnit samopal tím, že mu měl dát do zásobníku první dva náboje tak, aby se při střelbě hned zasekly. Tím měli uprchlíci získat potřebný čas k překonání oplocení.

### Výpověď Aloise Řečínského
S Jozefem Karolíkem se Alois Řečínský, civilní zaměstnanec tábora Horní Slavkov, ve kterém se třídila uranová ruda, seznámil v březnu 1951: „S Karolíkem jsem zaváděl různé rozhovory o současných politických událostech v ČSR a v zahraničí. Při těchto rozhovorech jsem poznal, že Karolík nesouhlasí se současným zřízením v ČSR a když jsem mu také řekl o sobě, ten se mně svěřil, že byl ve Francii. Když jsem se ho ptal, proč přijel zpět do ČSR, když jiní lidé prchají odtud do zahraničí, odpověděl mi, že kdyby byl věděl, jaké poměry zde v ČSR jsou, že by se byl nikdy zpět nevracel.“

### Útěk trestanců ze šachty č.j. 14
Jozef Karolík byl kromě vlastizrádné činnosti obviněn z napomáhání k útěku pětici trestanců, a to Oldřichu Lauřímovi, Oldřichu Baraníkovi, Otovi Novákovi, Václavu Novákovi a Milanu Maciášikovi. Těchto pět povrchových zámečníků bylo dobrými kamarády Karla Kukala (viz část „Útěk druhé skupiny“), který se chtěl zúčastnit útěku s nimi, ale naneštěstí pracoval v hlubině a nebylo v silách ostatních ho dostat do jejich pracovní skupiny. Karel Kukal je autorem díla Deset křížů a v něm vzpomíná na Jozefa Karolíka takto: „Osobně jsem ho znal jen povrchně. (…) Samozřejmě ovládal francouzštinu a rád se tím občas blýsknul. Byl to docela hodný bachař, neotravoval, neřval, a když nebyl nikdo z jeho kolegů nablízku, rád se na povrchu u ohně bavil s mukly. Asi mu tak lépe utekla šichta. Občas z něho vypadla krabička cigaret, někde „zapomněl“ svačinu a nic bych za to nedal, že občas vynesl nebo přinesl moták. Nikdy jsem s ním nic neměl, a to, z čeho byl u soudu obviňován a za co byl odsouzen, je podle mého nesmysl.“
V publikaci dal prostor k popisu útěku Otovi Novákovi a Oldřichu Baraníkovi. V jejich verzi útěku nebyla osoba J. Karolíka zmíněna vůbec, ani že by ho o nějakou pomoc žádali. O. Novák vzpomíná: „Naštěstí nepřestávalo pršet, byl to liják pomalu jako v tropech. Asi ve čtvrt na deset Baraník zhasl osvětlení a my jsme jeden po druhém vyběhli hlavní branou, která byla od kompresorovny vzdálena necelých třicet metrů. Žádný strážný tam nebyl, přeběhli jsme silnici a pustili se dolů z kopce, porostlého lopuchy a jiným neřádstvím. Řítili jsme se do tmy do hloubky nějakých sto metrů. V tu chvíli už se probudili strážní na věžích a vystřelili první rakety. Jenže my jsme už měli značnou část svahu za sebou, takže nás nemohli vidět a zasáhnout střelbou.“
Dalším zdrojem informací o uskutečnění útěku byl první zadržený Oldřich Lauřím. Byl to už Lauřímův druhý pokus o útěk, za první pokus byl potrestán pobytem v korekci. Druhý pokus plánoval zpočátku jen s O. Baraníkem. Podle plánu měl vypnout elektrické osvětlení v šachtě a okolí, následně využít tmy a proběhnout otevřenou branou, kterou hlídal jeden příslušník SNB. Dne 23. července 1951 chtěli útěk uskutečnit, ale když vypnula světla ukázalo se, že noc byla příliš jasná. Proto neutekli. Neunikli však pozornosti Otta Nováka a Václava Nováka, kteří přišli na to, proč Baraník vypnul elektřinu a dohodli se na společném plánu útěku, protože měli také naplánovaný útěk, ve kterém jim měl být nápomocný příslušník SNB s přezdívkou „FRANCÚZ“ (jednalo se o Jozefa Karolíka). Ten jim měl údajně pořídit mapu, kompas a jídlo na cestu. Po dohodnutí společného útěku šel Novák za Karolíkem a ten mu slíbil, že „si vezme druhý den službu na strážní věži, která střeží vchod na pracoviště a nebude po nás stříleti“. Také slíbil, že manipulací s náboji v samopalu zařídí zaseknutí zbraně příslušníka, který bude na věži střežící východ, což však podle vlastní výpovědi nakonec neudělal. Dokonce dostal příkaz hlídkovat na vzdálenější věži od vstupní brány, na bližší tedy nakonec hlídkoval příslušník SNB Jozef Juríček s nepoškozeným samopalem. Trestanci se nic netušíce o útěk pokusili, po vypnutí světel proběhli branou a začali utíkat směrem na Karlovy Vary. Oldřich Lauřím: „Příslušník SNB, který střežil bránu, počal stříleti, když jsme byli z dostřelu asi 400 až 500 m, z čehož jsme usoudili, že měl provedenou poruchu na samopalu.“
Lauřím se později od ostatních uprchlíků odpojil a šel do Prahy k Josefu Vyskočilovi, se kterým chtěl utéct z ČSR. Během setkání však byl zatčen. Jeho výpověď označil z celého procesu Karel Kukal za nejzajímavější, protože se vůbec mezi obžalovanými nenacházel: „Později se to vysvětlilo: On to byl, který se zmínil o Karolíkovi. To bylo sousto! Z vděku ho estébáci pustili na svobodu a on se jim upsal. Pak ho dokonce vysadili za hranice…“
Při útěku trestancům pomohlo zejména vypnutí světel a hustý déšť, které znemožnily okamžitou reakci strážného Juríčka, který si musel nejprve osvětlit okolí. Přesto trestance ani nespatřil, jen střílel podle předpokládaného směru útěku. Hranici se podařilo překročit Milanu Maciášikovi a Oldřichu Baraníkovi – ten se v nákladním vlaku, zahrabaný v uhlí, dostal do Vídně, odkud pokračoval do Mnichova, Düsseldorfu, Hamburku a 10. ledna 1952 jeho cesta skončila v kanadském Halifu.

### Výpověď Jozefa Karolíka
Jozef Karolík ve své výpovědi přiznal kontakt s Aloisem Řečínským. V době, kdy ještě J. Karolík sloužil v šachtě "BARBORA", seznámil se s trestancem Fedorem Stárkem, který byl bývalým důstojníkem Státní bezpečnosti, a bývalým továrníkem Horákem. Továrník Horák ho žádal, aby mu pomohl utéct, i mu sliboval peníze, ale Karolík to odmítl. Fedorovi Stárkovi umožnil písemný kontakt s rodinou (nechal Stárka napsat dopis a na obálku napsal svou vlastní adresu, na kterou pak rodina mohla posílat odpovědi) a z peněz, které posílala Stárkova manželka, mu kupoval cigarety. Dalším trestancem, kterému Jozef Karolík pomáhal, byl Jozef Křivánek. Tomu kupoval cigarety za peníze, které mu donášela jeho manželka. Milan Maciášik požadoval od Jozefa Karolíka i nějaký uspávací prášek, který by před útěkem nasypal strážným do kávy nebo do čaje. Jozef Karolík: „Přesto, že jsem Maciášikovi neopatřil slíbený prášek a dalšímu potrestanému Václavu Novákovi jsem nedonesl slíbenou mapu a kompas, těmto jsem řekl, že jest všechno připraveno a zajištěno. (…) Jsem si vědom, že tím jsem ujistil potrestaného naprostou bezpečností při jejich útěku a tak jim poskytl velkou morální posilu, na základě čehož skutečně útěk provedli. O tom jsem jim úmyslně neřekl, abych je od úmyslu uprchnouti neodradil.“

### Metody získávání informací Státní bezpečností
Ke Karolíkovi přidělen na celu vězeň - agent, který byl slovenské národnosti. Všechny jeho poznatky byly shrnuty v „Záznamu č.j. 1“ ze dne 29. října 1951. Jozef Karolík byl zpočátku opatrný, ale netrvalo dlouho a pustil se se spoluvězněm do debaty. Ten předstíral, že byl zatčen za neoprávněný přechod hranic směrem do ČSR. V záznamu se uvádí, že Jozef Karolík byl příznivcem samostatné Slovenské republiky a toužil po jejím obnovení. Po několkých otázkách a objevení, že Karolík je řeckokatolík, začal hájit řeckokatolíky proti Římu, čímž si Jozefa Karolíka zcela získal a načal choulostivější téma – téma pašování uranové rudy do zahraničí a otázku peněz za Karolík a přiznal se, že pomáhal agentům ze zahraničí prodat vzorek uranu ze šachty.

### Pašování vzorků uranové rudy
Také můžeme říci, že Jozef Karolík sehrál svou roli v organizování vynášení smolince za hranice. Karel Kukal k tomu zaujal jasné stanovisko: „Jsem přesvědčen, že nešlo o provokaci, ale o dobře utajenou zpravodajskou akci, do které ani vyšetřovací orgány StB příliš nenahlédly. Karolík hrál pouze roli spojky k muklům a o řetězu, který se odvíjel „nad ním“, neměl ani tušení. A tak nakonec nezbylo než ho odsoudit za napomáhání k útěkům.“ Při samotném procesu o pašování vzorků uranové rudy nepadlo ani slovo. Jozef Karolík byl přesvědčen o nevině trestanců, kteří byli většinou vzdělaní a inteligentní lidé, nespravedlivě zavřeni za protistátní zločiny, což právem pokládal za nesprávné. Během služby odhalil skutečnou tvář režimu s jeho nejhoršími stránkami, které byly v Jáchymovském prostoru nejvíce patrné. Znechucení z takové služby muselo být pro J. Karolíka obrovské, čemuž nasvědčovalo jeho shovívavé chování k vězňům, které se mu nakonec stalo osudným.

## Připomínky
- Jeho jméno je uvedeno na pamětní desce popraveným příslušníkům Sboru národní bezpečnosti umístěné na fasádě v podloubí před vstupem do budovy Policejního prezidia České republiky na adrese Strojnická 935/27, 170 89 Praha 7 – Holešovice.[10][11]
- Jeho jméno je rovněž uvedeno na Pomníku Miladě Horákové a Obětem komunismu v Praze 4 - Nuslích na Náměstí Hrdinů, u stanice metra Pražského povstání, před Vrchním soudem v Praze a Vrchním státním zastupitelstvím v Praze.[12]
- Jeho jméno je uvedeno na desce v řadě 30 na Čestném pohřebišti popravených a umučených z 50. let (III. odboj) na Ďáblickém hřbitově.[13]

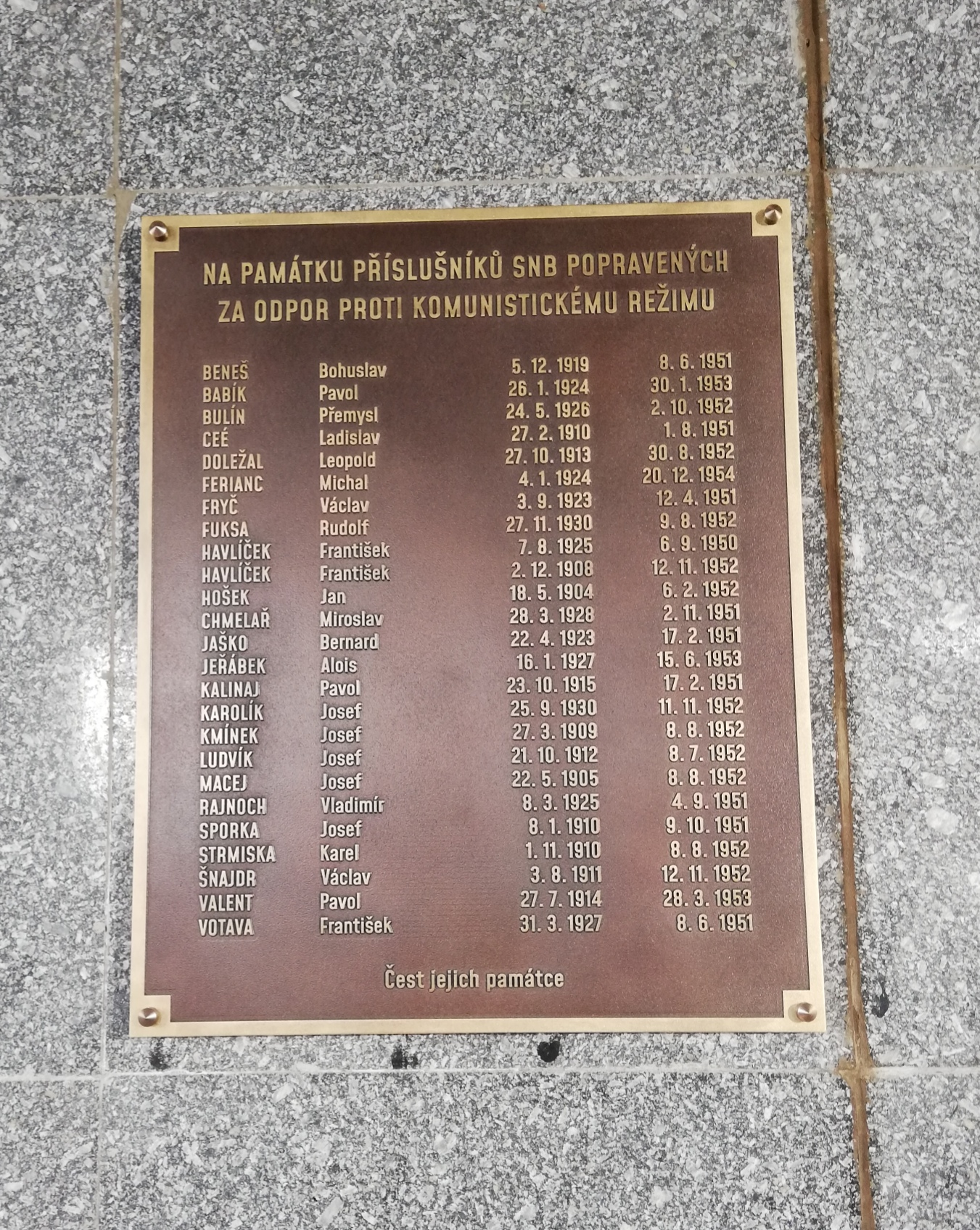
Pamětní deska popraveným příslušníkům Sboru národní bezpečnosti se jménem Jozefa Karolíka v pražských Holešovicích
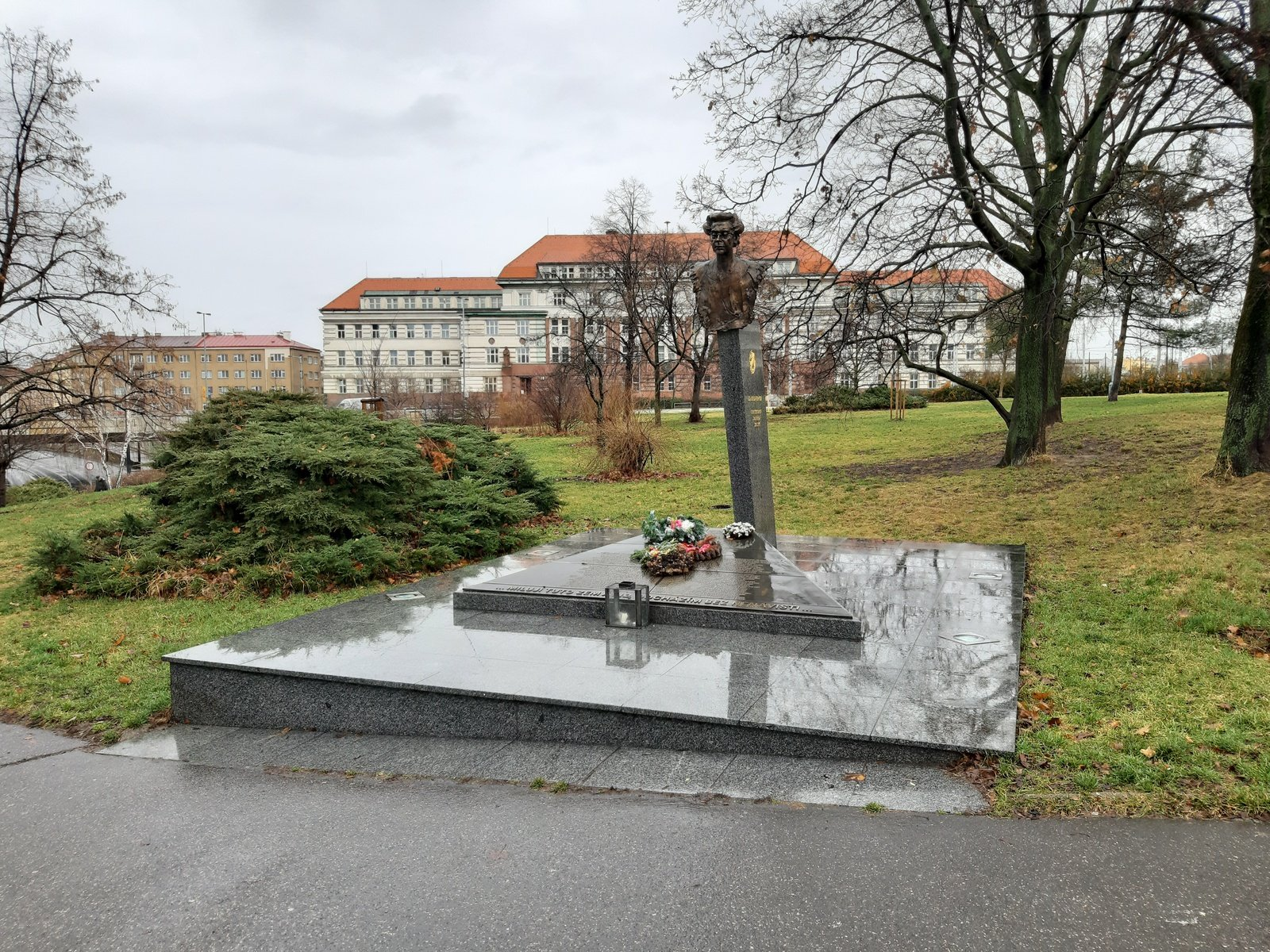
Pomník na náměstí Hrdinů v Praze 4 - Nuslích
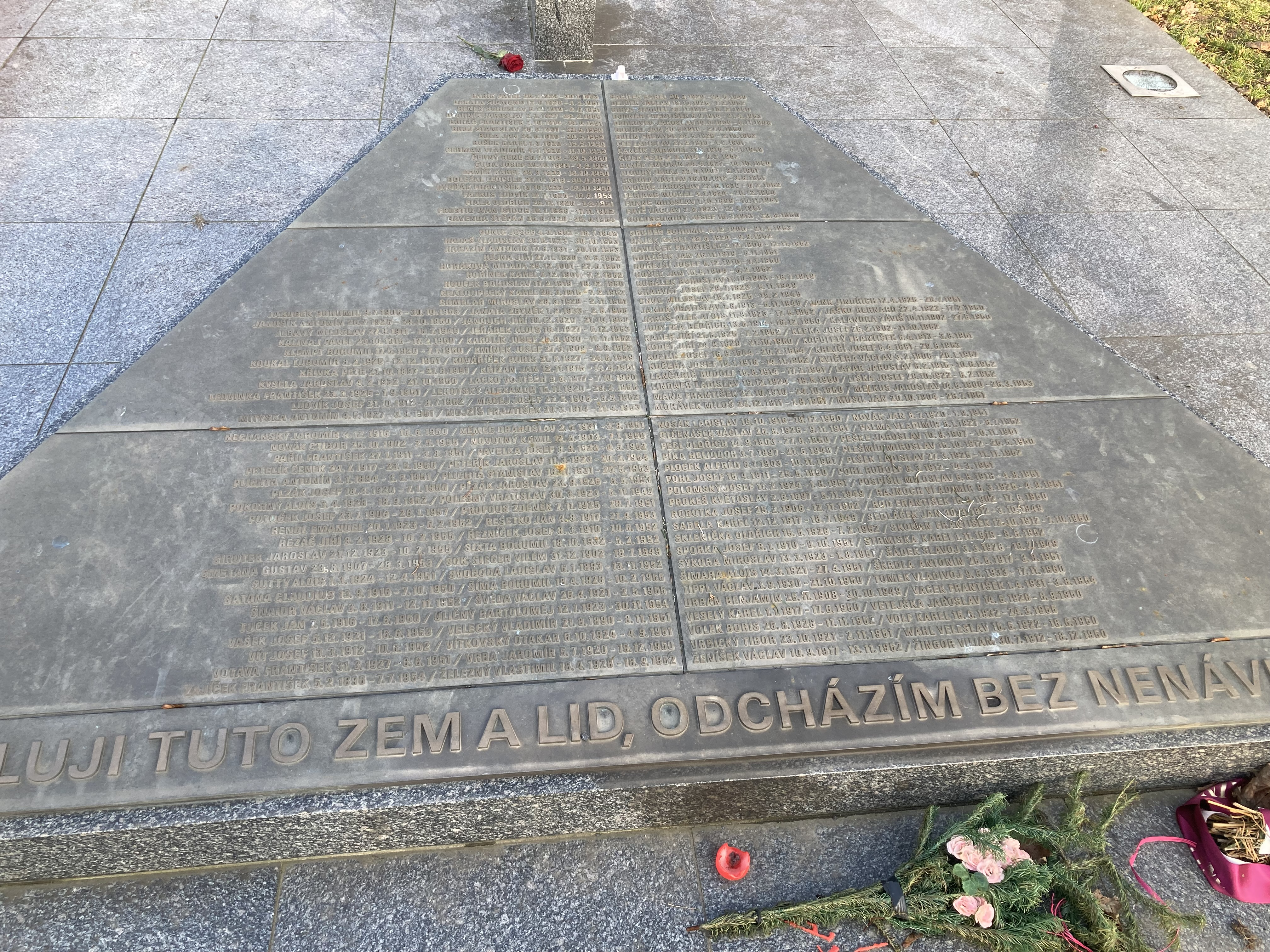
Seznam obětí komunismu se jménem Jozefa Karolíka na pomníku na náměstí Hrdinů v Praze 4 - Nuslích
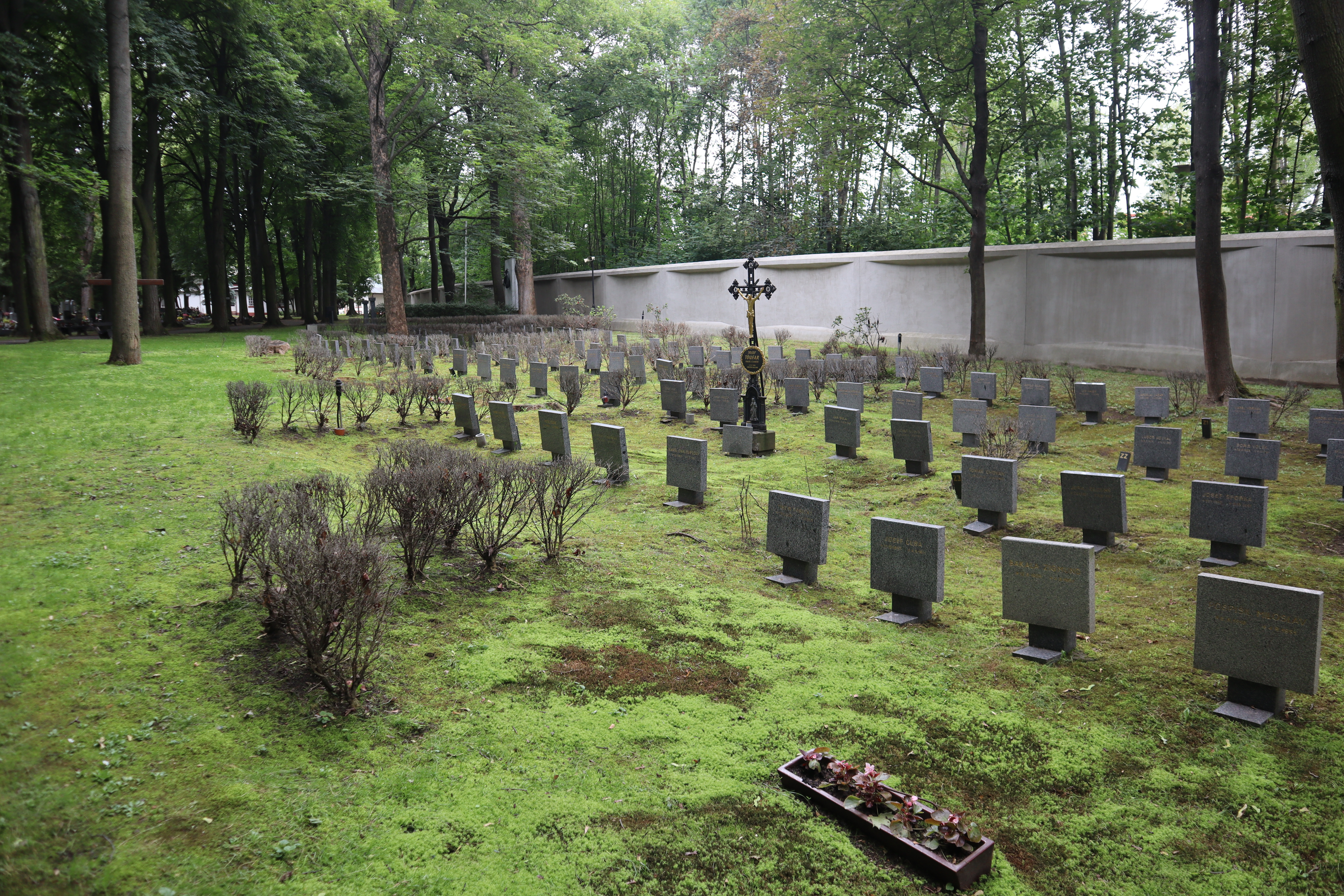
Čestné pohřebiště popravených a umučených z 50. let (III. odboj) na Ďáblickém hřbitově
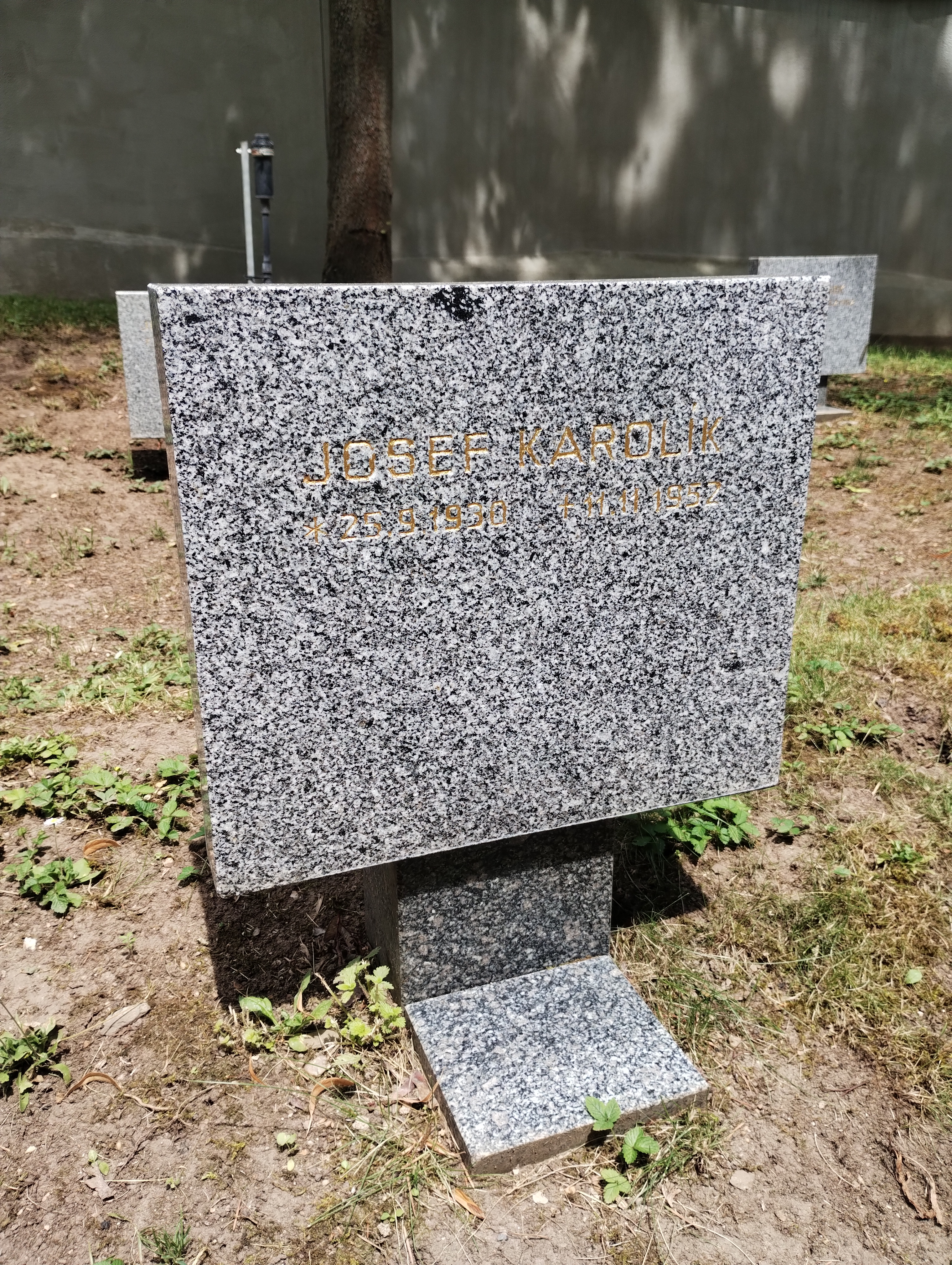
Symbolický náhrobek J. Karolíka na Čestném pohřebišti v Ďáblicích